# 河边千斤拔
河边千斤拔（学名：Flemingia fluminalis）为豆科千斤拔属下的一个种。

## 扩展阅读
- 維基物種上的相關：河边千斤拔